# Ауструмский сельсовет
Ауструмский сельсовет (баш. Ауструм ауыл Советы) — муниципальное образование в Иглинском районе Башкортостана.

## История
Согласно «Закону о границах, статусе и административных центрах муниципальных образований в Республике Башкортостан» имеет статус сельского поселения.
Закон Республики Башкортостан «Об изменениях в административно-территориальном устройстве Республики Башкортостан, изменениях границ и преобразованиях муниципальных образований в Республике Башкортостан», ст. 1, ч.6 гласит:

6. Изменить границы Архангельского района, Краснокуртовского сельсовета Архангельского района, Иглинского района, Ауструмского сельсовета Иглинского района согласно представленной схематической карте, передав часть территории площадью 132,6 га Краснокуртовского сельсовета Архангельского района в состав территории Ауструмского сельсовета Иглинского района.

## Население
| 2002  | 2009  | 2010  | 2012  | 2013  | 2014  | 2015  |
| ----- | ----- | ----- | ----- | ----- | ----- | ----- |
| 1157  | ↘1090 | ↘1083 | ↗1110 | ↗1121 | ↘1120 | ↗1150 |
| 2016  | 2017  | 2018  |       |       |       |       |
| ↘1131 | ↘1120 | ↘1077 |       |       |       |       |

## Состав сельского поселения
| №  | Населённый пункт | Тип населённого пункта       | Население |
| -- | ---------------- | ---------------------------- | --------- |
| 1  | Ауструм          | село, административный центр | ↗535      |
| 2  | Пятилетка        | деревня                      | ↘238      |
| 3  | Искра            | деревня                      | ↘124      |
| 4  | Симское          | село                         | ↘82       |
| 5  | Калининский      | деревня                      | ↘37       |
| 6  | Богдановское     | деревня                      | ↗28       |
| 7  | Заветы Ильича    | деревня                      | ↗17       |
| 8  | Преображенка     | деревня                      | →15       |
| 9  | Вознесенка       | деревня                      | ↗4        |
| 10 | Ленинский        | деревня                      | ↘3        |

### Упразднённые населённые пункты
- посёлки Восток и Горный — упразднены в 2005 году (Закон Республики Башкортостан от 20 июля 2005 года № 211-з «О внесении изменений в административно-территориальное устройство Республики Башкортостан в связи с образованием, объединением, упразднением и изменением статуса населённых пунктов, переносом административных центров»).